# William Archibald Bake
William Archibald Bake (Woerden, 9 september 1783 – Den Haag, 10 december 1843) was een Nederlands generaal-majoor van de artillerie, civiel ingenieur, spoorwegpionier en ondernemer.
Bake ontwikkelde in Nederland de eerste plannen voor een spoorwegverbinding tussen Amsterdam en Keulen, die enige jaren later onder een ander bewind van de grond kwam. Verder was hij oprichter van de Koninklijke Nederlandsche Grofsmederij in Leiden.

## Levensloop

### Jeugd, opleiding en vroege militaire carrière
Bake was de oudste zoon van Hermanus Adrianus Bake (1754-1805), geneesheer en auteur en Margaretha Mitchell. Na de Latijnse school in Leiden, volgde hij een opleiding voor de krijgsdienst aan de Genie- en Artillerie-School in Den Haag onder directie van kapitein-luitenant August Gottlieb Diatz von Vivano.

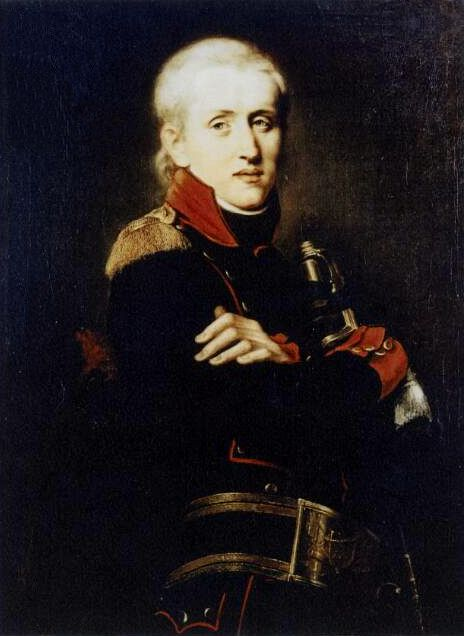
W.A. Bake, 1810

Na afronding van zijn opleiding werd Bake in 1802 bevorderd tot luitenant der artillerie. Hij werd ingedeeld bij het regiment in Kaap de Goede Hoop, maar werd door ernstige ziekte niet ingescheept. Zo ontkwam hij een vroegtijdige dood, want het oorlogsschip verging met man en muis voor de Engelse kust.
Onder Rutger Jan Schimmelpenninck in de Bataafse Republiek wordt hij benoemd tot adjudant van generaal Stewart John Bruce en tijdens het koninkrijk Holland werd hij adjudant van de minister van Oorlog.
Tijdens de Veldtocht van Napoleon naar Rusland in 1814 werd Bake als 2de kapitein der Artillerie ingedeeld bij het commando van Herman Willem Daendels. Het commando bezette de vesting in Modlin, en moest zich later na een beleg van tien maanden overgeven. Na krijgsgevangenschap in Rusland keerde hij in 1814 terug in de Nederlanden, waar hij in het leger in rang werd hersteld.

### Verdere carrière en spoorwegplannen
In 1821 werd Bake in Luik gestationeerd bij de IJzeren-Geschutgieterij als adjunct-directeur onder Ulrich Huguenin. Hier verdiepte hij zijn technische kennis en werd bevorderd tot majoor. In 1823 werd hij commissaris bij de John Cockerill fabrieken te Seraing, en van de actieve dienst bij het leger ontheven. In zijn functie als commissaris maakte Bake een studie van het gehele industriewezen in de Zuidelijke Nederlanden, en adviseerde de regering in die aangelegenheden. Meerdere malen adviseerde hij "tegen het roekeloos ondersteunen van industriële ondernemingen."

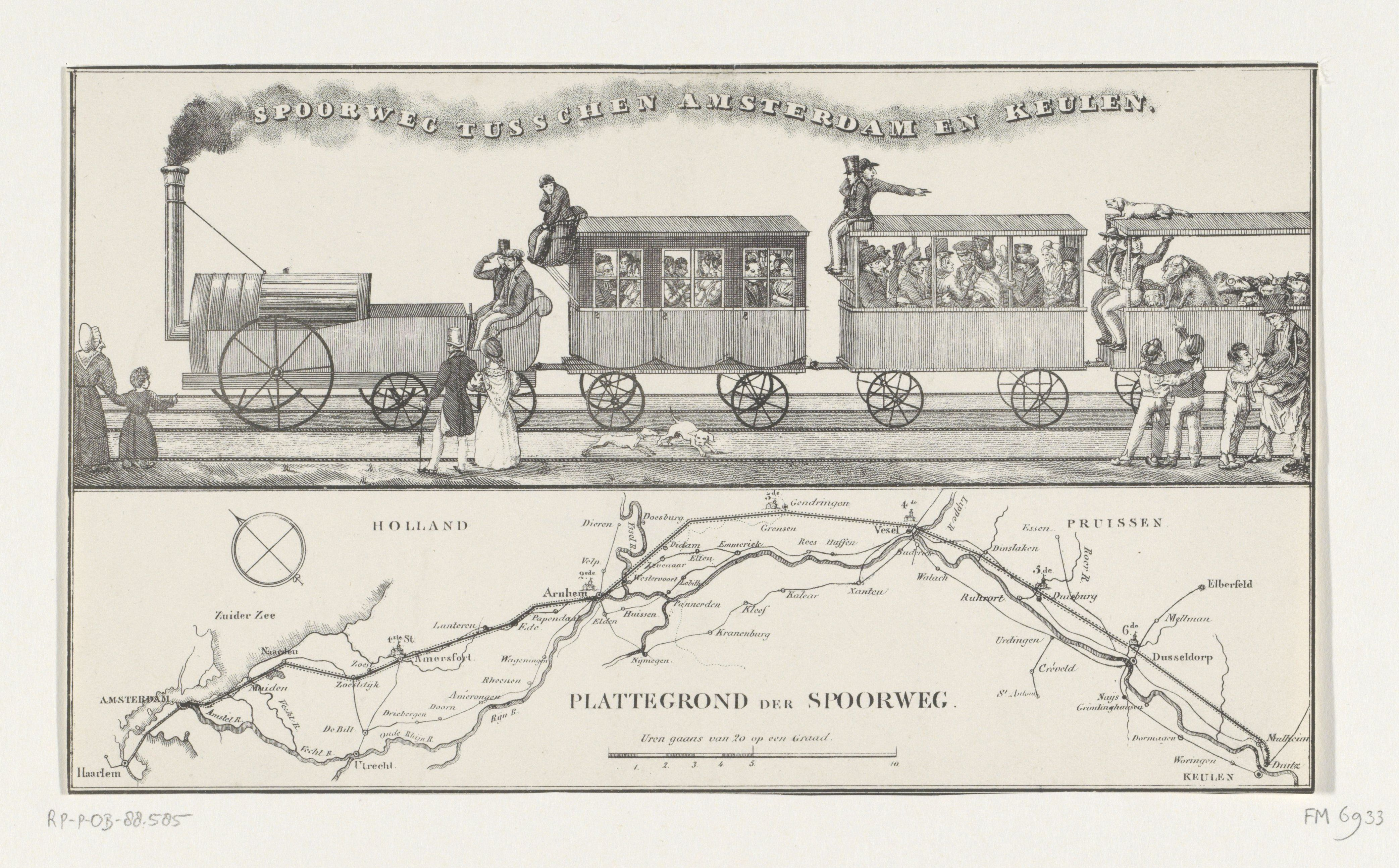
Plan voor aanleg van de spoorweg Amsterdam-Keulen, 1834.

Tijdens de Belgische Revolutie werd Bake naar Engeland gezonden voor aankoop van geschut, en hield daar toezicht op de productie. Op 15 september 1830 was hij zodoende aanwezig bij de opening van de Liverpool and Manchester Railway, en raakte onder de indruk van het mogelijk potentieel van de spoorweg. Terug in Nederland keerde hij terug in actieve dienst, en werd als luitenant-kolonel belast met de verdediging van Den Helder, en later van Fort Liefkenshoek.
In 1831/32 kwam Bake met het plan voor een spoorlijn van Amsterdam naar Keulen. De Pruisische regering verstrekte hem daarvoor een concessie en de Nederlandse regering stelde twee civiele ingenieurs beschikbaar om de plannen uit te werken: Bernardus Hermanus Goudriaan, en Leopold Johannes Adriaan van der Kun. Er werd een prospectus uitgegeven om het benodigde startkapitaal van 12 miljoen te verwerven, maar de emissie – en daarmee het gehele plan – leed schipbreuk in 1834.

### Latere carrière
In 1836 startte Bake in Leiden de Koninklijke Nederlandsche Grofsmederij, maar hij liet zich vervolgens daar steeds minder zien om na vier jaar min of meer gedwongen ontslag te nemen als directeur. Ondertussen was hij terug in het leger. Hier werd Bake in 1838 bevorderd tot kolonel, en aangesteld als Directeur van de eerste Artillerie-directie in Den Haag. Na twee jaar volgde daar de bevordering tot generaal-majoor. In het begin van de jaren 1840 werkte Bake met zijn oudste zoon nog aan een plan om Amsterdam van schoon drinkwater te voorzien, wat tot uitvoer werd gebracht. Hij heeft dat niet meer meegemaakt, want hij overleed in 1844.

### Personalia
Bake had twee jongere broers, die ook enige bekendheid verworven. De een John Bake, letterkundige en hoogleraar in de Griekse en Latijnse Letterkunde aan Universiteit Leiden; en de ander Alexander Jacques Josias Bake, rector aan de Latijnse school in Leeuwarden en Den Haag.
William Archibald Bake was getrouwd met Johanna Maria van der Wall op 18 september 1809 te Brummen. Ze hadden vier zoons; Herman Adriaan van den Wall Bake (1809-1874), die muntmeester werd. Rudolf Willem Johan Cornellis Bake (1811-1874), advocaat en later consul in Nederlands-Indië; Jan Willem Bake (1817-1893), spoorwegingenieur en administrateur; en Alexander Jacques Bake (1819-1866). Ze kregen ook een dochter, Wilhelmina Margaretha (1815-1861), die op 16 april 1861 op 46-jarige leeftijd ongehuwd overleed.

## Werk

### ‘IJzeren Spoorweg Maatschappij’ Amsterdam-Keulen

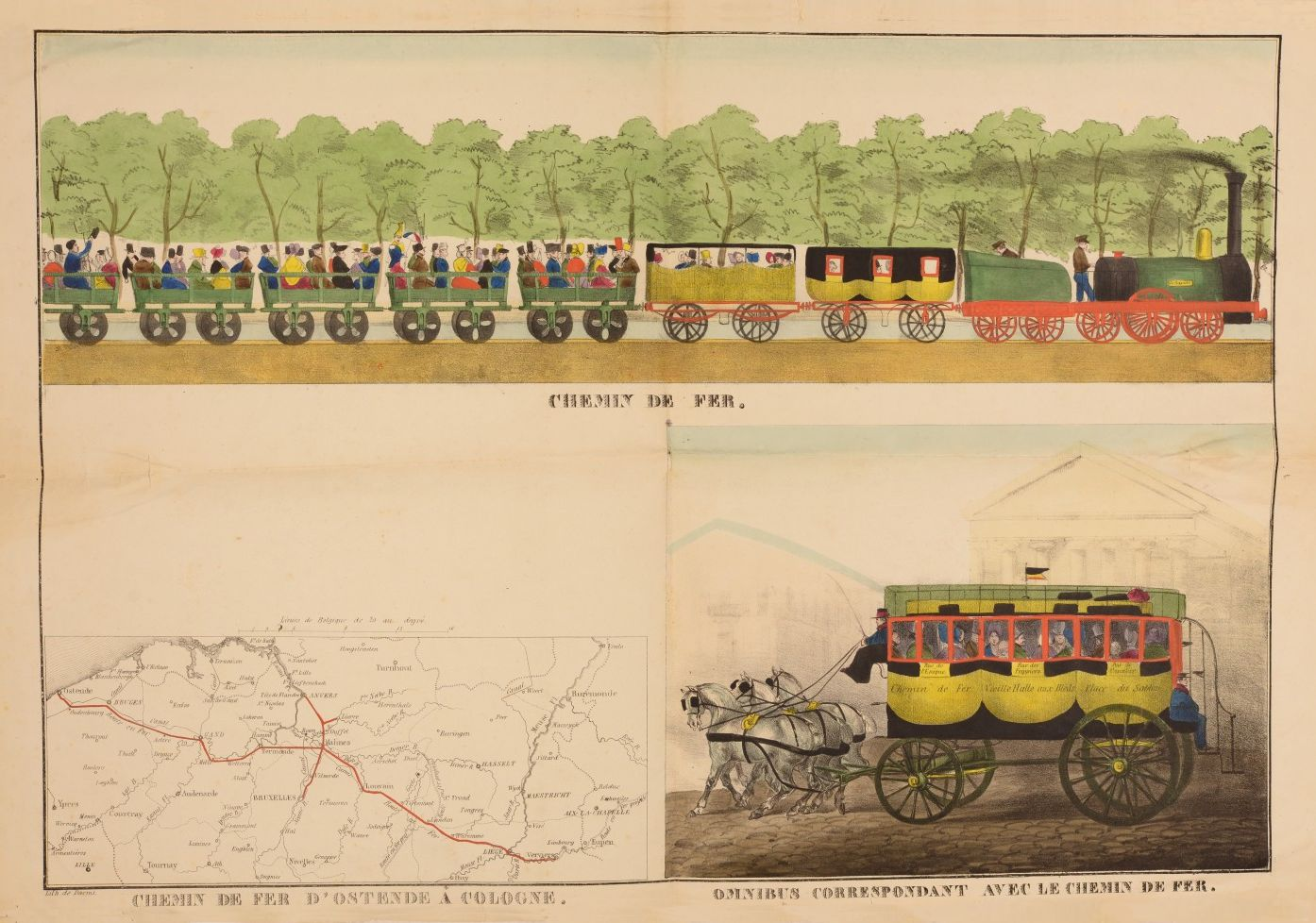
Plan Belgische spoorverbinding naar Keulen, 1835-1836.

De eerste spoorwegen in Nederland zijn aangelegd tussen 1830 en 1840, na allerlei initiatieven in de omliggende Europese landen. Na de afsplitsing van België wilde men vanuit een Antwerpen een spoorweg aanleggen naar het Pruisische achterland, de IJzeren Rijn, wat ten koste zou gaan van de havens van Amsterdam en Rotterdam. De bestaande waterwegen in Nederland over de grote rivieren waren niet zo best. Goederentransport vanuit Amsterdam naar Keulen kon tot twee weken kosten. Vanuit Rotterdam over de Merwede en Maas was dit wel beter, maar deze route was regelmatig gestremd door te lage waterstand door droogte, of door strenge vorst. Goederentransport over de weg was geen alternatief, maar de weg was wel goed voor personentransport.
Bake was September 1830 in Engeland getuige geweest van de opening van de eerste intercity verbinding van de Liverpool and Manchester Railway. Terug in Nederland begon hij met zijn plannen voor een spoorverbinding van Amsterdam naar Keulen. Na een eerste ontwerp, kreeg Bake toestemming van koning Willem I dit plan met Goudriaan verder uit te werken. Bij deze voorbereidingen werkte ook Willem Christiaan Brade mee als landmeter. In 1833 verscheen een projectplan voor een spoorweg van Amsterdam direct over Amersfoort, via Arnhem, naar de Duitse grens bij Westervoort. Er was een alternatieve route voorzien over Dieren en Doetinchem naar Isselburg. De kosten werden geraamd op fl. 6 miljoen voor een enkelsporige lijn, en fl. 12 miljoen voor een dubbel spoor.

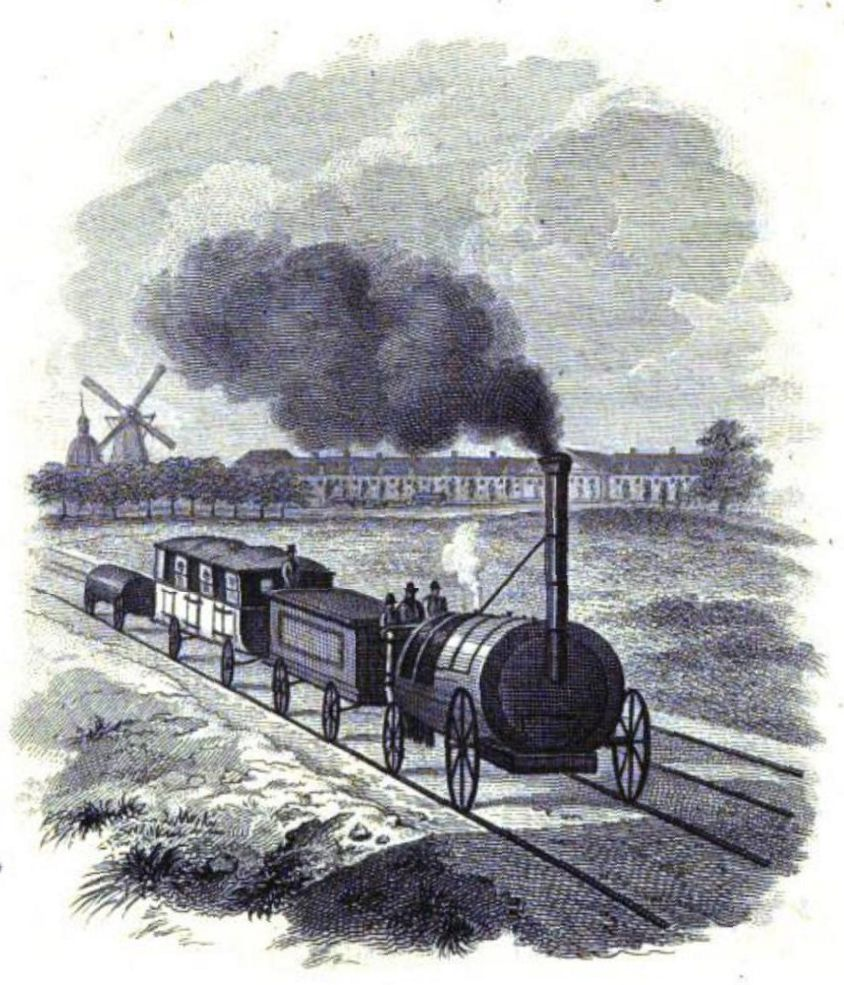
Beeld in brochure, 1834

In 1834 lichtte Bake de plannen verder toe in de publicatie Berigt wegens den spoorweg tusschen Amsterdam en Keulen. Over het verdere verloop stelde Lintsen (1993):
Voor- en tegenstanders lieten zich niet onbetuigd nadat dit plan gepubliceerd was... Ondanks alle tegenstand zette Bake door en schreef in 1834 een geldlening uit van 12 miljoen gulden voor de op te richten ‘IJzeren Spoorweg Maatschappij’ Amsterdam-Keulen. Het liep uit op een grote mislukking: men vond het plan niet voldoende uitgewerkt - iets wat ook de regering al eerder aan Bake had meegedeeld -; men vond de kostenraming te vaag en de lening kwam juist op het moment dat er grote verliezen waren geleden op de hier te lande gehouden Spaanse obligaties, wat kapitalisten tijdelijk kopschuw maakte.
De financiering kwam niet van de grond, en Bake zag zich genoodzaakt zich terug te trekken. Met name Koning Willem I en Goudriaan bleven zich voor deze zaak inzetten, die ze enige jaren later wel van de grond kregen.

### Koninklijke Nederlandsche Grofsmederij

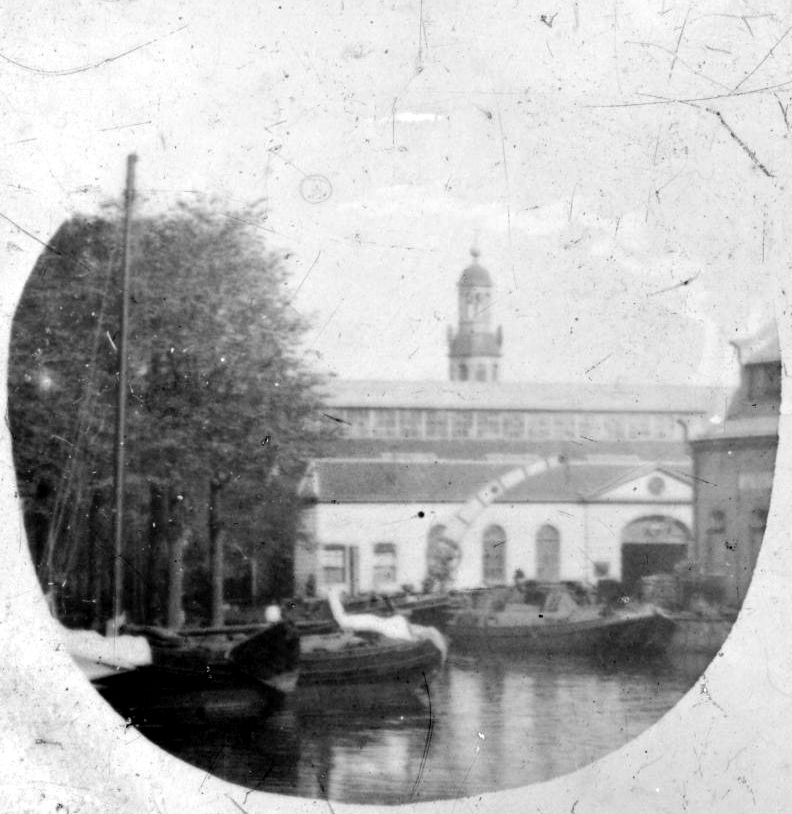
Grofsmederij Leiden aan Zuidsingel, 1860

Terwijl de voorbereiding voor de Rijnspoorweg in 1834 vastliep, kwam het initiatief voor een 'proefspoorlijn' van Amsterdam naar Haarlem, en verder naar Rotterdam, wel van de grond. In deze context vatte Bake het plan op om in zijn woonplaats Leiden een fabriek te starten om ijzerwerk voor spoorwegen te vervaardigen. Bij Koninklijk Besluit van 7 september 1836 werd hem hiervoor toestemming verleend, en ging de Koninklijke Nederlandsche Grofsmederij van start. Koning Willem I werd met 12 aandelen van f 1.000,= zelf de grootste aandeelhouder. Het totale startkapitaal bedroeg f 200.000.
Voor de fabriek was een locatie gevonden op de hoek Zijlsingel en Zuidsingel, dat was vrijgekomen met de sloop van de stadswallen. In september 1836 was de bouw van de fabriek aan de Zijlsingel begonnen, en anderhalf jaar later startte januari 1838 de productie. Lintsen (1993) meldde over het productie-apparaat in 1842:
De Grofsmederij had vijf gloeiovens om smeedijzer te verhitten vóór het walsen, twee walstuigen - een voor ‘het uitrollen van zwaar ijzer’ en een om dunner ijzer te walsen. Verder stond er nog een smeedhamer die door stoom werd bewogen.
In de opvolgende jaren leverde zij een deel van de rails voor de aanleg van de Spoorlijn Amsterdam - Rotterdam aan de Hollandsche IJzeren Spoorweg-Maatschappij. Naast spoorrails leverde de fabriek met de jaren allerlei "gangbare soorten en modellen ankers, scheepskettingen, gietwerk, constructiewerk, krukassen, baggermolens, onderlossers, drijvende kranen, sleepboten, vuurtorens, bruggen en sluisdeuren." Met de jaren heeft de fabriek zich ontwikkeld tot een succesvolle Leidse onderneming (zie afbeeldingen), waar op een gegeven moment 700 man personeel. De producten van 'Grof' vonden aftrek in de hele wereld.

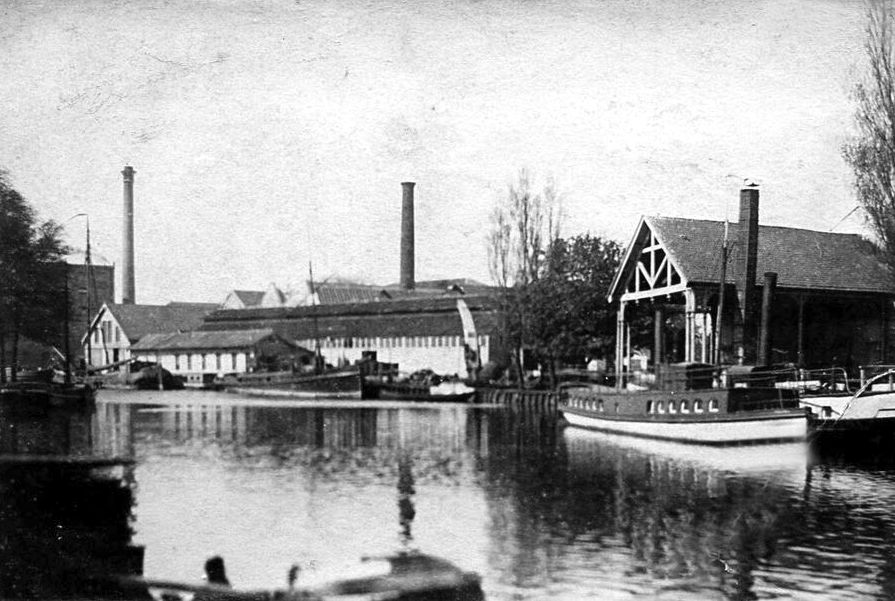
Gezicht op Grofsmederij, ca. 1880
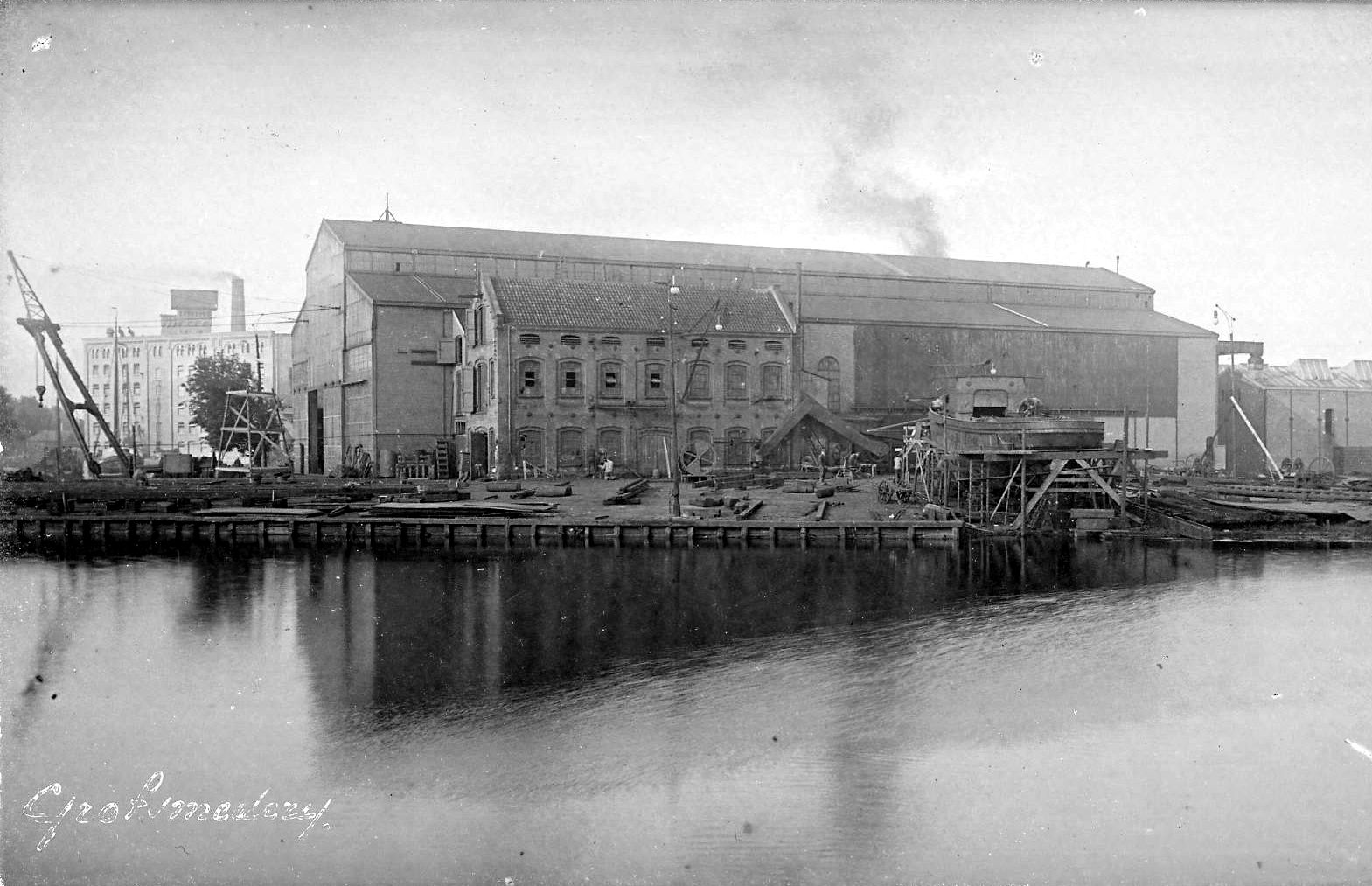
KNG, rond 1900
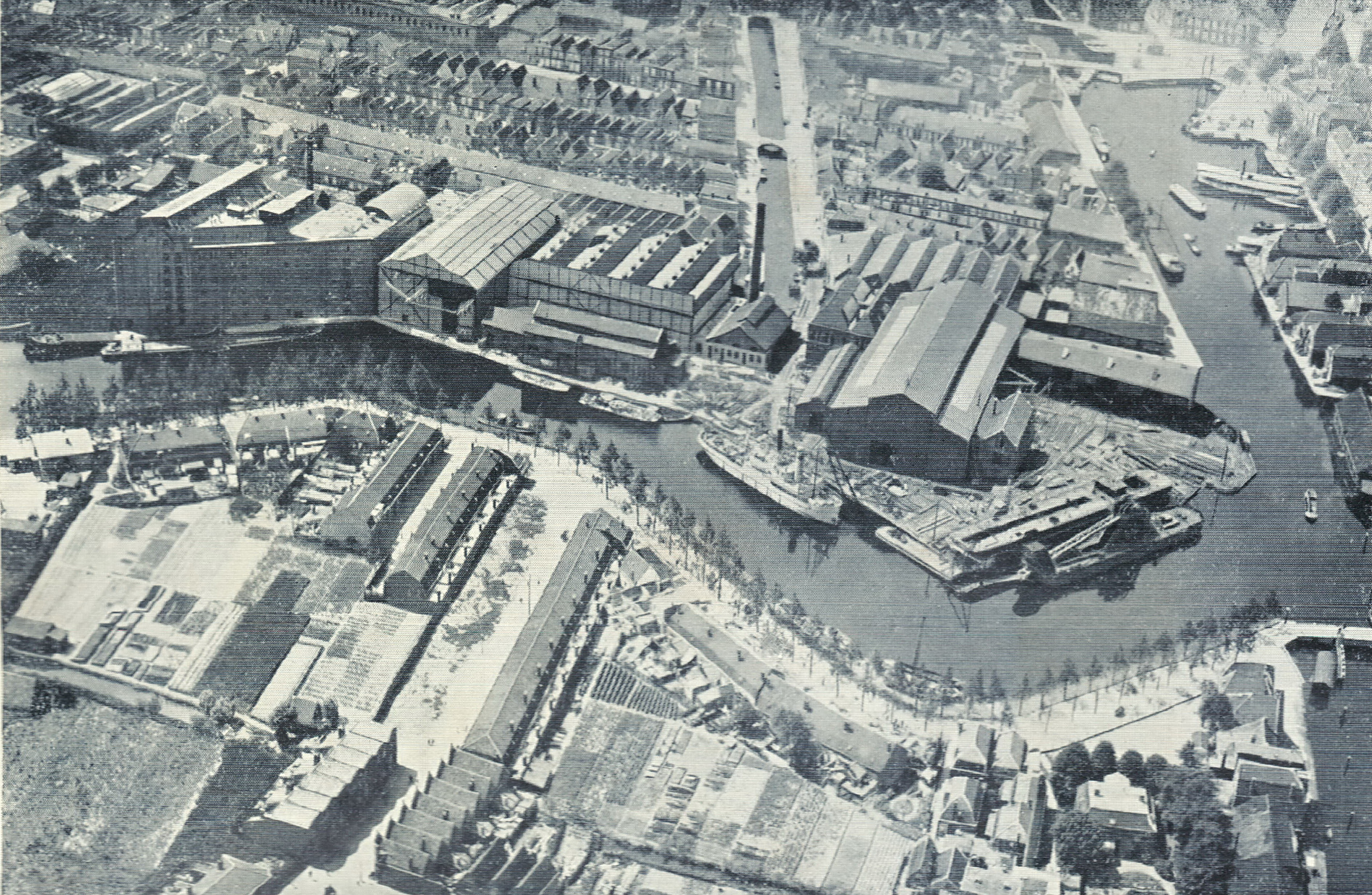
Grofsmederij, 1925
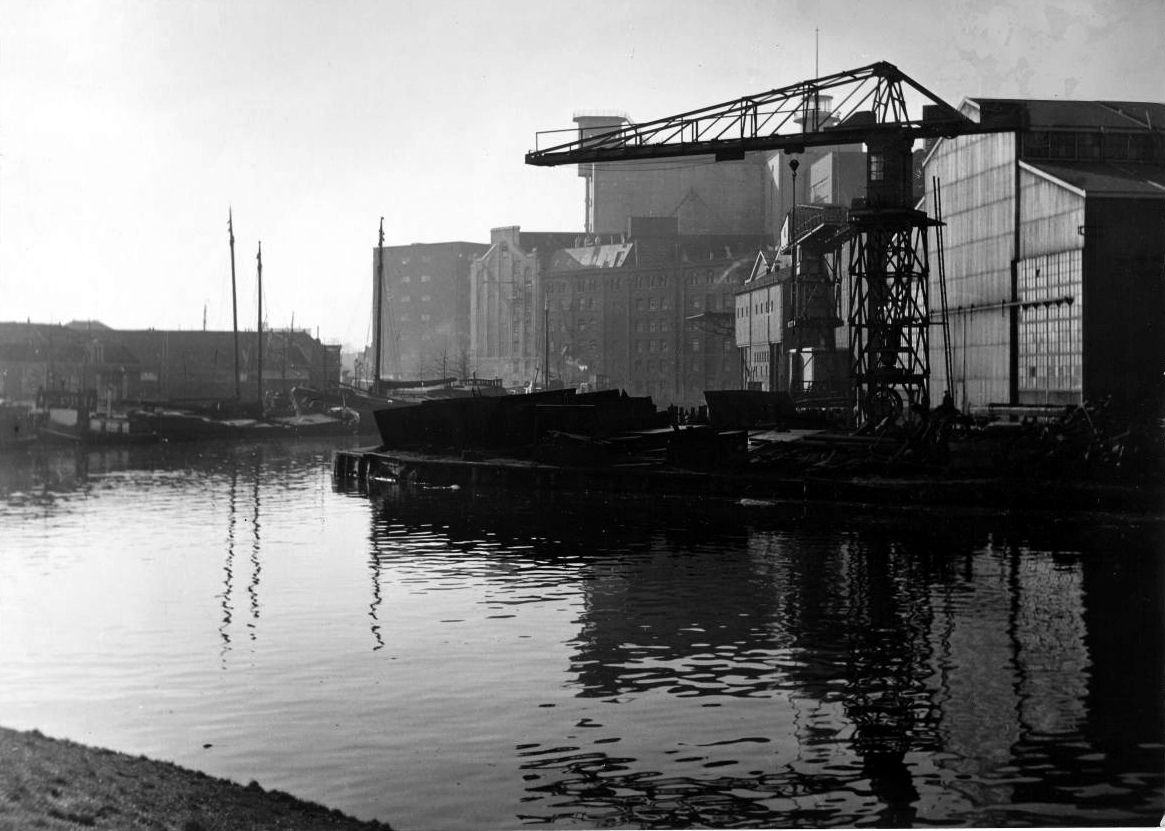
De Grofsmederij, 1942

In de opstartfase ontbrak het de onderneming nog de nodige expertise om spoorrails te maken, en de productie kwam slechts zeer moeizaam op gang. Verdere interne strubbelingen leidde in de eerste twee jaar tot een aanloopverlies van fl. 90.000.-, waarvoor Bake verantwoordelijk werd gehouden. Na twee jaar werd hij als directeur vervangen.

## Publicaties
- William Archibald Bake. Berigt wegens den spoorweg tusschen Amsterdam en Keulen, A. Zweesaardt, 1834.
- William Archibald Bake. Antwoord op de vraag, voorgesteld door de Nederlandsche Maatschappij ter Bevordering van Nijverheid, daar er redenen zijn om te verwachten, dat het gebruik van gemalen beenderen als meststof, meerdere voordelen ... zou opleveren..., Vincent Loosjes, 1837.

Artikelen, een selectie
- W.A. Bake, ‘Iets, betreffende het behoedend vermogen der zink, om het roesten der metalen voor te komen.’ In: Vaderlandsche letteroefeningen. Jaargang 1825
- W.A. Bake, 'Iets over de spoorwegen in Noord-Amerika', in: Tijdschrift ter bevordering van Nijverheid, 6 (1842), 127-140.

Publicaties over W.A. Bake
- A.J. van der Aa, 'BAKE (William Archibald' in: Biographisch woordenboek der Nederlanden. Deel 2. Eerste en tweede stuk (1854)
- P.J. Blok en P.C. Molhuysen, BAKE (William Archibald, in: Nieuw Nederlandsch biografisch woordenboek. Deel 3 (1914)